# Liste des sénateurs du Doubs

## IIIeRépublique (1876 - 1940)

### 1938-1940
Élections générales du 23 octobre 1938 : 
- Jean Fabry
- Maurice Baufle
- Georges Pernot

### 1929-1938
Élections générales du 20 octobre 1929 : 
- Gaston Japy mort en cours de mandat et remplacé le 22 novembre 1936 par Jean Fabry
- Maurice Ordinaire mort en cours de mandat et remplacé le 23 décembre 1934 par Maurice Baufle
- René de Moustier mort en cours de mandat et remplacé le 17 novembre 1935 par Georges Pernot

### 1921-1929
Élections générales du 9 janvier 1921 : 
- Maurice Ordinaire
- René de Moustier
- Gaston Japy

### 1912-1921
Élections générales du 7 janvier 1912 : 
- Charles Borne, mort en cours de mandat et remplacé le 19 octobre 1913 par Maurice Ordinaire
- Alexandre Grosjean
- Joseph Butterlin

### 1903-1912
Élections générales du 4 janvier 1903 : 
- Albin Saillard
- Jean Bernard, mort en cours de mandat et remplacé le 1er mars 1908 par Alexandre Grosjean
- Charles Borne

### 1894-1903
Élections générales du 7 janvier 1894 : 
- Jean Bernard
- Félix Gaudy, mort en cours de mandat et remplacé le 17 novembre 1895 par Alfred Rambaud
- Gustave Oudet, mort en cours de mandat et remplacé le 30 mai 1897 par Albin Saillard

### 1885-1894
Élections générales du 25 janvier 1885 : 
- Gustave Oudet
- Félix Gaudy

26 mai 1889 (3e siège attribué au département du Doubs) :
- Jean Bernard

### 1876-1885
Élections générales du 30 janvier 1876 : 
- Antoine Monnot-Arbilleur, mort en cours de mandat et remplacé le 19 novembre 1876 par Werner de Mérode
- Gustave Oudet

## IVeRépublique(1946 - 1958)
- 1946 - 1958 : Georges Pernot (PRL)
- 1946 - 1948 : Georges Reverbori (SFIO)
- 1948 - 1957 : Lucien Tharradin (RPF)
- 1957 - 1958 : Louis Maillot (RI)

## VeRépublique (depuis 1958)

### Depuis 2020
- Jacques Grosperrin (LR)
- Jean-François Longeot (UDI)
- Annick Jacquemet (DVD)

### De 2014 à 2020
- Jacques Grosperrin (LR)
- Martial Bourquin (SOC), démissionnaire en 2020, il est remplacé par Marie-Noëlle Schoeller
- Jean-François Longeot (UDI)

### De 2008 à 2014
- Claude Jeannerot (SOC)
- Martial Bourquin (SOC)
- Jean-François Humbert (UMP)

### De 1998 à 2008
- Georges Gruillot (RPR-UMP)
- Jean-François Humbert (RPR-UMP)
- Louis Souvet (RPR-UMP)

### De 1989 à 1998
- Georges Gruillot (RPR)
- Jean Pourchet (UDF)
- Louis Souvet (RPR)

### De 1980 à 1989
- Edgar Faure (UDF), mort en 1988, remplacé par Jean Pourchet (UDF)
- Louis Souvet (RPR)
- Robert Schwint (SOC), élu député en 1988, remplacé par Georges Gruillot (RPR)

### De 1971 à 1980
- Jacques Henriet (RI)
- Robert Schwint (SOC)

### De 1962 à 1971
- Jacques Henriet (RI)
- Marcel Prélot (UNR-UDR)

### De 1959 à 1962
- Jacques Henriet (RI)
- Marcel Prélot (UNR-UDR)

## Sources
- Louis Mairry, Le département du Doubs sous la IIIe République, Besançon, Cêtre, 1992